# Driver (film, 1978)
Pour les articles homonymes, voir Driver.
Pour plus de détails, voir Fiche technique et Distribution.
Driver ou Chauffeur à gages au Québec (The Driver) est un film américano-britannique écrit et réalisé par Walter Hill et sorti en 1978.

## Synopsis
À la sortie d'un casino, une jeune femme est témoin d'un braquage effectué par deux truands qui parviennent à échapper à la police grâce à l'habileté du chauffeur de la voiture. Le chauffeur est arrêté mais la jeune femme du casino, lors de la confrontation, soutient qu'elle ne le reconnaît pas. Le chauffeur est relâché. Les inspecteurs, aux méthodes peu orthodoxes, arrêtent deux malfrats qui viennent de braquer un supermarché et les font chanter afin qu'ils participent à une opération permettant de piéger le chauffeur.

## Fiche technique
Sauf indication contraire, les informations mentionnées dans cette section peuvent être confirmées par la base de données cinématographiques IMDb,  présente dans la section « Liens externes ».
- Titre français : Driver
- Titre original : The Driver
- Titre québécois : Chauffeur à gages
- Réalisation et scénario : Walter Hill
- Musique : Michael Small
- Photographie : Philip H. Lathrop
- Direction artistique : David M. Haber
- Décors de plateau : Darrell Silvera
- Montage : Tina Hirsch et Robert K. Lambert
- Décors : Harry Horner
- Production : Lawrence Gordon et Frank Marshall
- Sociétés de production : 20th Century Fox et EMI Films (en)
- Distribution : Sédimo (France), 20th Century Fox (États-Unis)
- Pays de production :  États-Unis,  Royaume-Uni
- Format : Couleurs - 2,35:1 - Mono - 35 mm
- Genre : thriller
- Durée : 91 minutes
- Dates de sortie[1] :
  - États-Unis : 28 juillet 1978
  - France : 23 août 1978

## Distribution
- Ryan O'Neal (VF : Bernard Murat) : le chauffeur
- Isabelle Adjani (VF : elle-même) : la joueuse
- Bruce Dern (VF : Marc de Georgi) : le détective
- Ronee Blakley (VF : Sylvie Moreau) : le contact
- Matt Clark (VF : Michel Derain) : le premier inspecteur
- Felice Orlandi (VF : Pierre Fromont) : le deuxième inspecteur
- Joseph Walsh (VF : Jacques Richard) : Lunettes
- Rudy Ramos (VF : Gérard Hernandez) : Mâchoires
- Denny Macko : le changeur de billets
- Frank Bruno (VF : Dominique Collignon-Maurin) : le chauffeur de la Pontiac Trans-AM
- Will Walker (VF : François Leccia) : Doigts
- Nick Dimitri : le braqueur au masque bleu
- Bob Minor : le braqueur au masque vert
- Tara King : Frizzy, la réceptionniste de l'hôtel
- Allan Graf : le policier à la gare
- Steve Moriarty : l'homme à la station de train / doublure du chauffeur (non crédité)

## Production

### Développement
Dans les années 1970, la société britannique EMI Films, filiale du EMI Group, souhaite produire des films américains, avec l'aide des producteurs Michael Deeley et Barry Spikings. Driver, tout comme Voyage au bout de l'enfer (Michael Cimino, 1978), fait partie de ces films.
Walter Hill envoie une copie du premier jet de son scénario à Raoul Walsh, pour qu'il lui donne son approbation. Le réalisateur aime beaucoup le scénario.
Driver est par ailleurs considéré comme une adaptation non officielle du Samouraï. Ryan O'Neal incarne un personnage basé presque entièrement sur Jeff Costello, le tueur à gages qu’interprète Alain Delon en 1967,.

### Attribution des rôles
Le rôle du chauffeur était initialement prévu pour Steve McQueen.
Isabelle Adjani, qui avait refusé de jouer dans De l'autre côté de minuit (1977), tourne ici son premier film américain. Elle a accepté ce rôle car elle avait apprécié le précédent film de Walter Hill, Le Bagarreur (1975). Elle évoque cette aventure américaine dans le magazine Première : 

« J'ai trop entendu parler d'actrices qui s'étaient cassé le nez sur ces méchants Américains qui les avaient tournées en ridicule, en en faisant un élément de folklore ! Alors, j'ai accepté ce rôle d'abord parce que ce n'est pas un rôle de Française. [...] Mais j'essaie, non pas d'être indifférente, mais de trouver d'autres raisons de travailler aux États-Unis, plutôt que de tenter ce que l'on appelle une carrière américaine. »

### Tournage
Le tournage a eu lieu à Los Angeles (Downtown Los Angeles, Union Station, etc.).

## Sortie et accueil

### Critique
À sa sortie aux États-Unis, le film reçoit des critiques très négatives, ce qui est très mal vécu par le réalisateur Walter Hill.
Kevin Thomas du Los Angeles Times écrit que le film est une « poubelle ultraviolente qui efface Ryan O'Neal, Bruce Dern » ou encore qu'Isabelle Adjani « joue comme une mauvaise imitation d’un film de gangster français qui, à son tour, est une mauvaise imitation d’un film de gangster américain. » Vincent Canby du New York Times, quant à lui, écrit : « C'est un film horrible. C'est un film prétentieux. C'est un film stupide. » Roger Ebert du Chicago Sun-Times lui donne la note de 2,5⁄4 et écrit notamment : « C'est un film à propos de personnes qui ne sont pas réelles, car ce sont des symboles, et c'est sacrément bien fait avec de grandes scènes de course-poursuite. »
Certains journalistes sont malgré tout convaincus par le film. Duncan Shepherd du San Diego Reader lui donne la note maximale de 5⁄5
Au fil du temps, le film reçoit de meilleures critiques. Sur l'agrégateur américain Rotten Tomatoes, il récolte 73% d'opinions favorables pour 22 critiques et une note moyenne de 5,07⁄10. Sur Metacritic, il obtient une note moyenne de 56⁄100 pour 13 critiques.

### Box-office
En France, il atteint la 33e place du box-office annuel avec 1 102 183 entrées.